# Tylototriton vietnamensis
Tylototriton vietnamensis är en groddjursart som beskrevs av Böhme, Schöttler, Nguyen och Köhler 2005. Tylototriton vietnamensis ingår i släktet Tylototriton och familjen vattensalamandrar. IUCN kategoriserar arten globalt som nära hotad. Inga underarter finns listade i Catalogue of Life.